# Sulfid:hinon reduktaza
Sulfid:hinon reduktaza (EC 1.8.5.4, sulfid:hinon-reduktaza) je enzim sa sistematskim imenom sulfid:hinon oksidoreduktaza. Ovaj enzim katalizuje sledeću hemijsku reakciju:
n - + n hinon {\displaystyle \rightleftharpoons } polisulfid + n hinol
Ovaj enzim sadrži FAD. Ubihinon, plastohinon ili menahinon mogu da deluju kao akceptori kod različitih vrsta.

## Literatura
- Nicholas C. Price; Lewis Stevens (1999). Fundamentals of Enzymology: The Cell and Molecular Biology of Catalytic Proteins (Third изд.). USA: Oxford University Press. ISBN 019850229X.
- Eric J. Toone (2006). Advances in Enzymology and Related Areas of Molecular Biology, Protein Evolution (Volume 75 изд.). Wiley-Interscience. ISBN 0471205036.
- Branden C; Tooze J. Introduction to Protein Structure. New York, NY: Garland Publishing. ISBN 0-8153-2305-0.
- Irwin H. Segel. Enzyme Kinetics: Behavior and Analysis of Rapid Equilibrium and Steady-State Enzyme Systems (Book 44 изд.). Wiley Classics Library. ISBN 0471303097.

## Spoljašnje veze
- Sulfide:quinone+reductase на 